# 2世紀

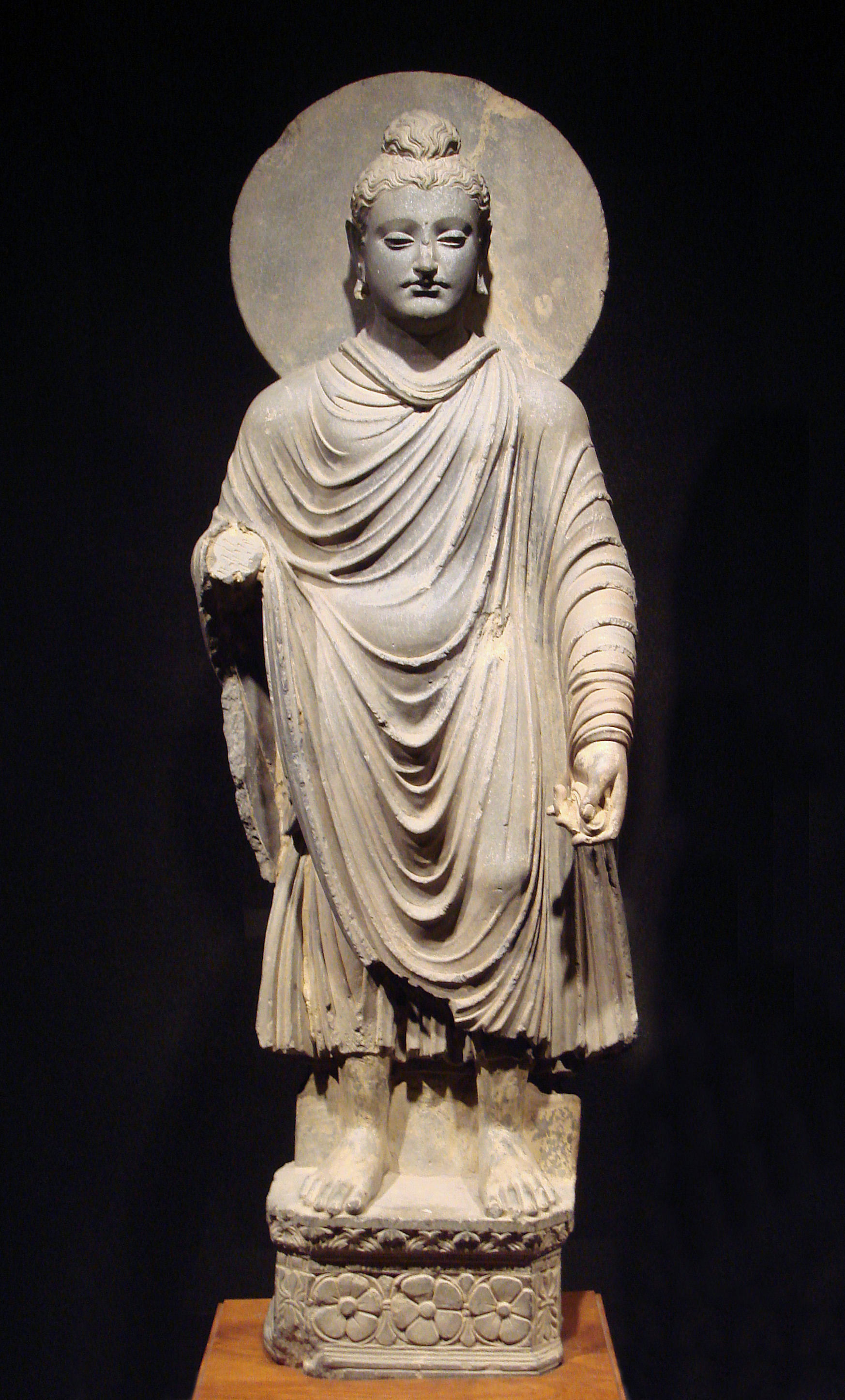
クシャーナ朝の全盛期。カニシカ王の時代に現在のパキスタンにあるガンダーラで多くの仏像が作られた。画像は東京国立博物館蔵のガンダーラの仏像。

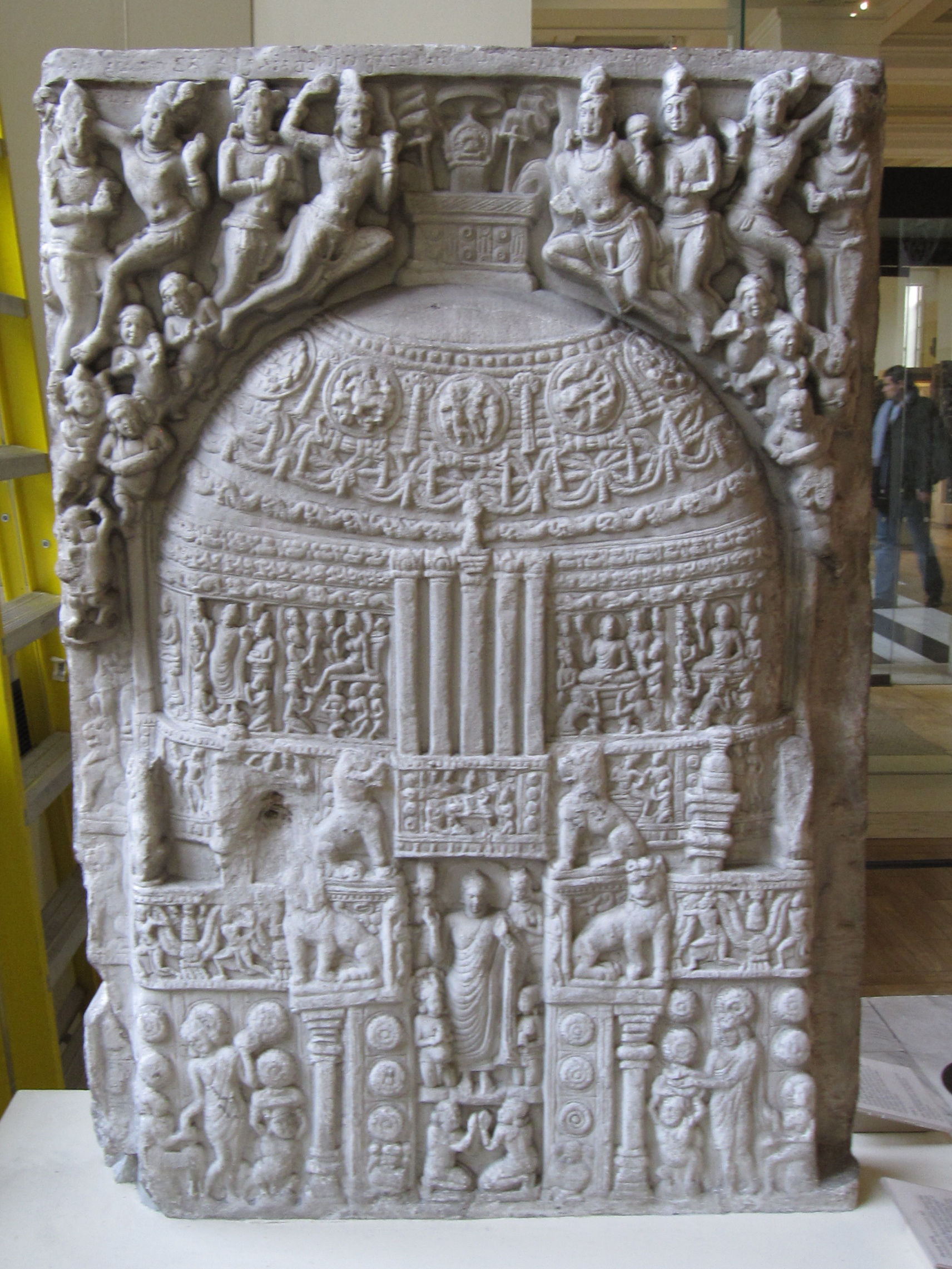
デカン高原のサータヴァーハナ朝。ローマ帝国とのインド洋貿易を通じて南インドも活況を呈した。画像はこの王朝で作られた「アマラヴァティ・マーブル」で仏陀を記念したもの（大英博物館蔵）。

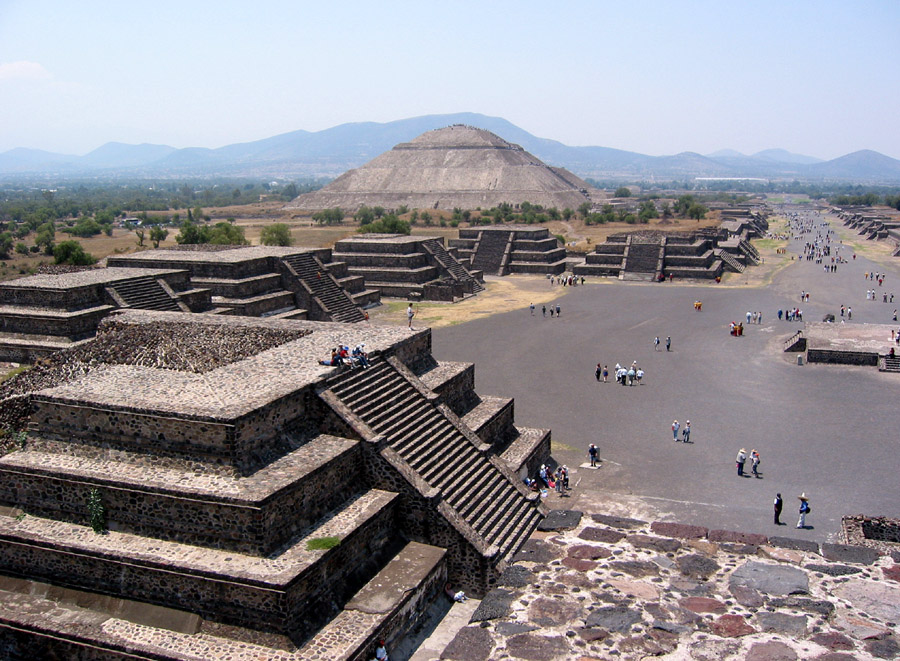
ティオティワカン。メキシコシティの北東50キロにある遺跡でこの当時新大陸で最大の宗教都市遺跡であった。1世紀から2世紀半ばまでをツァクアリ相と呼び、画像の「太陽のピラミッド」と「月のピラミッド」はこの時期に建設された。

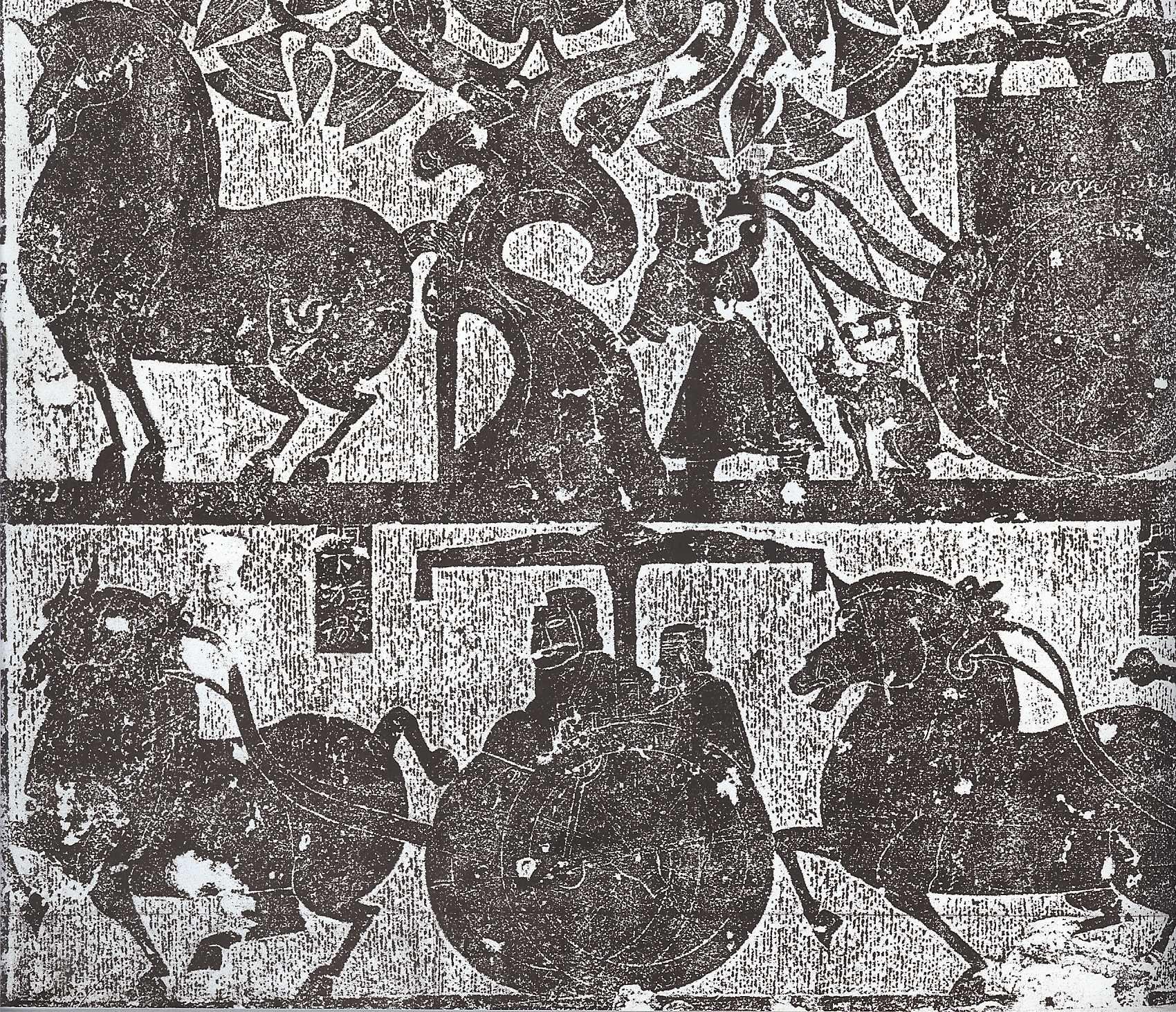
「武氏祠画像石」。2世紀半ばに建てられた山東省嘉祥県の武宅山の麓にある豪族武氏一族の石祠の画像石。この時代の人々の世界観が表れている。

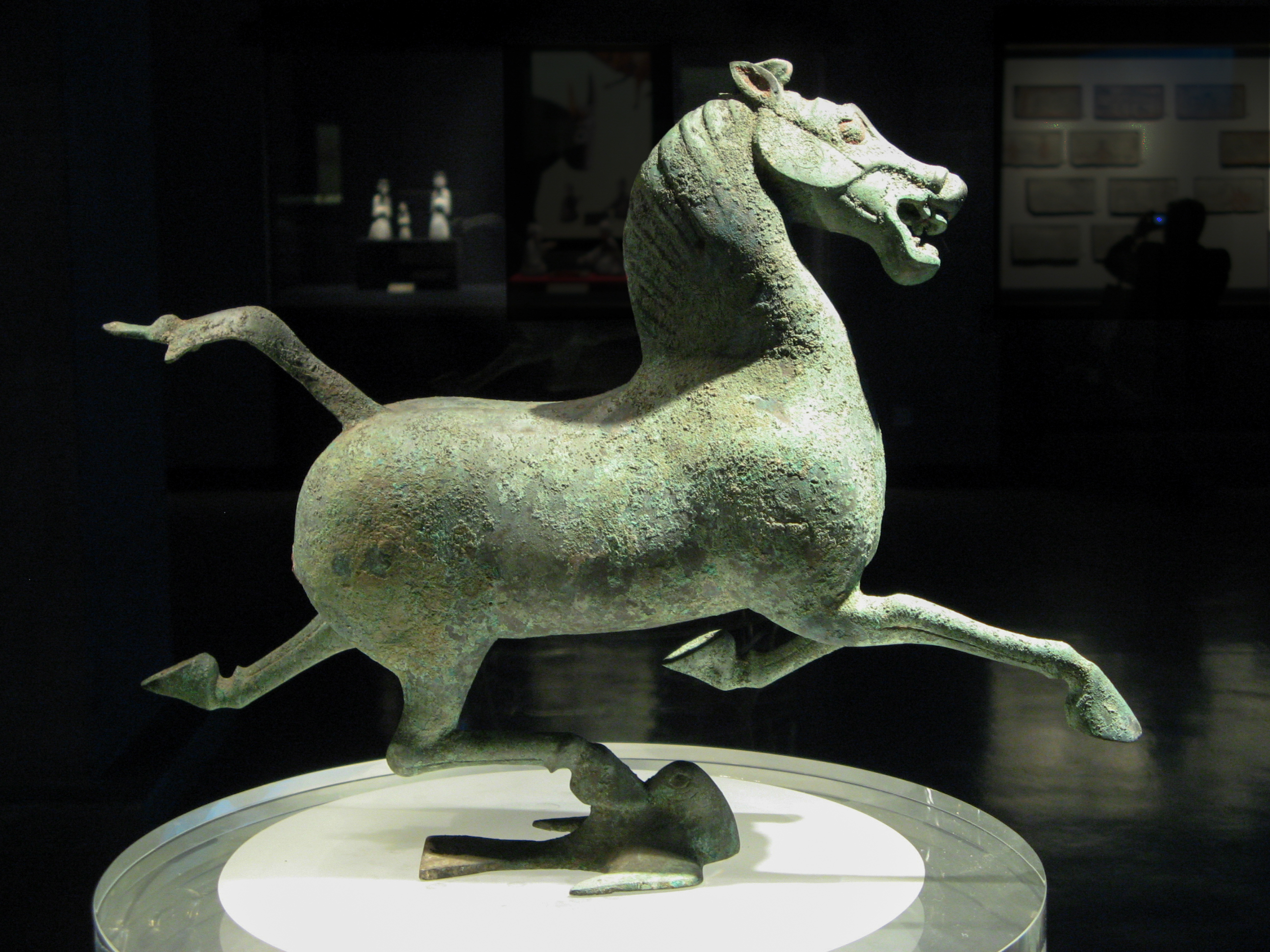
銅奔馬。西域への通路でもあった武威（甘粛省）は後漢後期に造営された雷台漢墓で有名である。画像は雷台漢墓から出土した銅奔馬で、その疾走する姿から「馬踏飛燕」の別名がある。

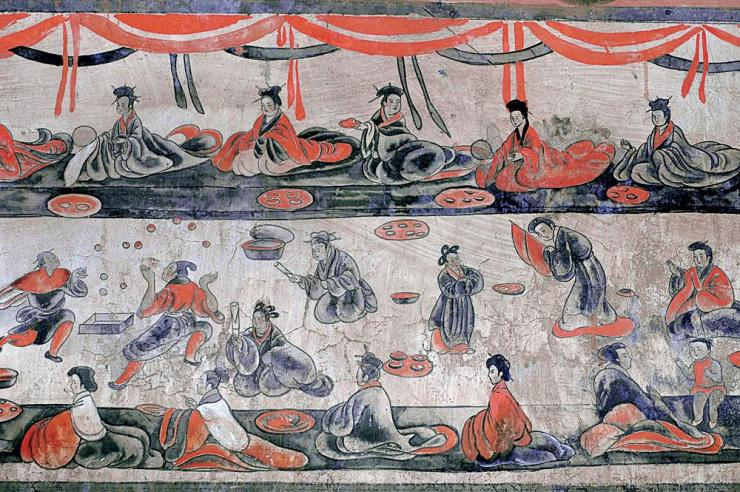
打虎亭漢墓。河南省密県にある後漢後期の漢弘農郡の太守張徳の墓。画像は色鮮やかに残る祝宴の壁画で、料理や遊興などの風俗に関しても貴重な資料となっている。

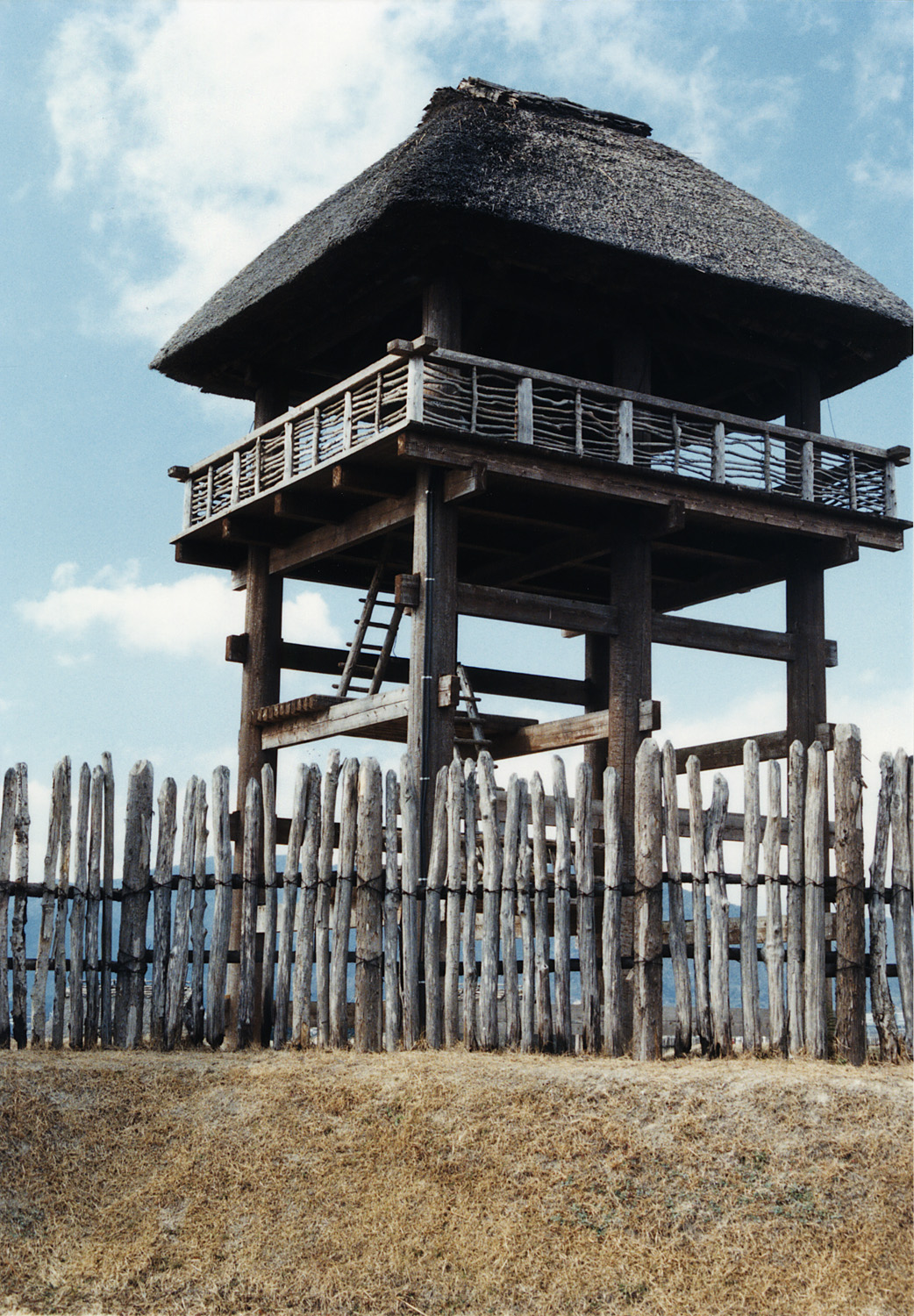
倭国大乱。この時代には大規模な環濠集落が形成され軍事的な緊張があったと考えられる。紀元前3世紀から紀元後3世紀まで継続した吉野ヶ里遺跡は環濠集落の遺跡の代表である。

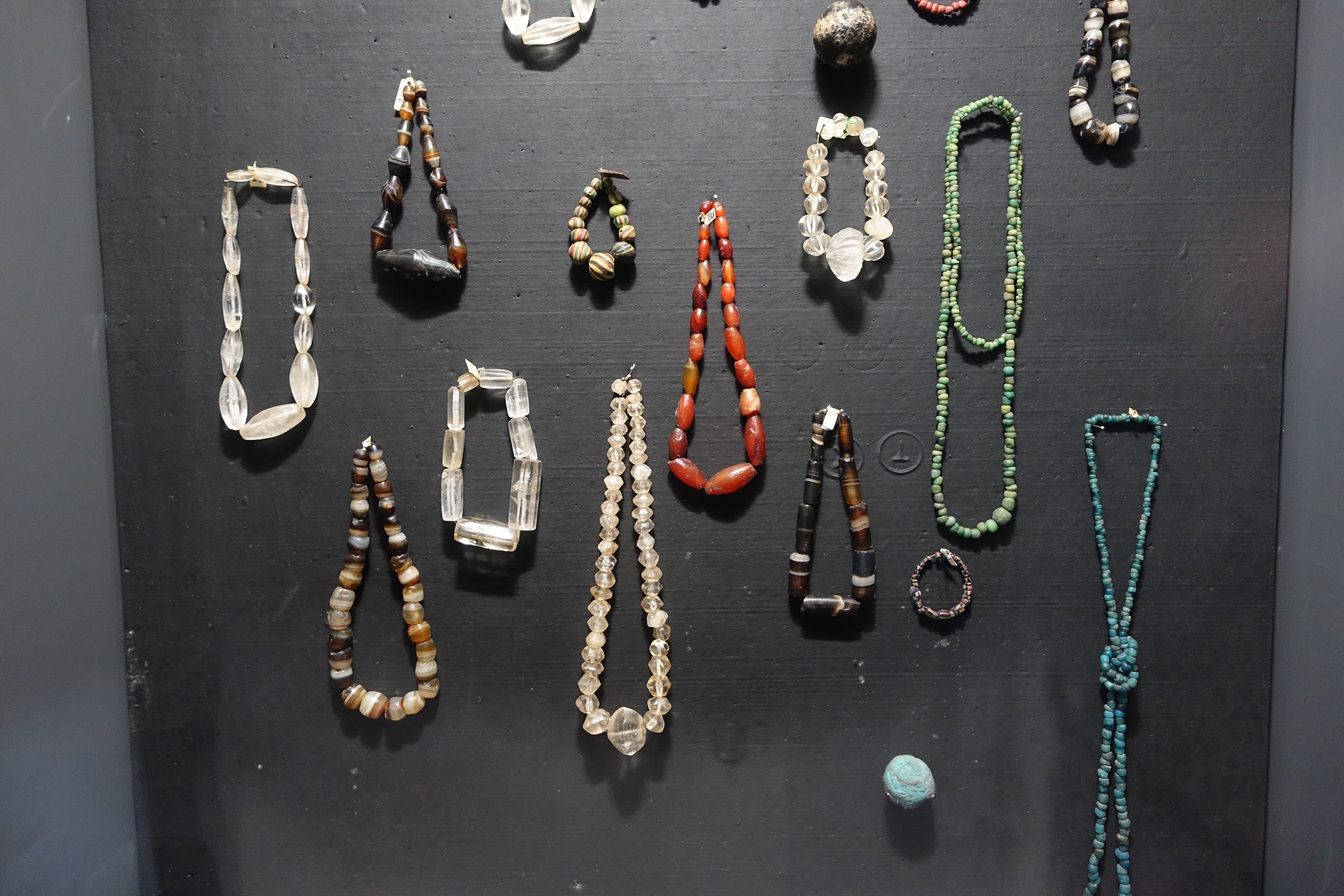
オケオ遺跡。ベトナム南部メコンデルタに位置する遺跡で、中国の史書にある「扶南」の港市と推定されている。画像はホーチミン市歴史博物館にあるオケオ出土の宝飾品で、他にもローマ皇帝マルクス・アウレリウス帝の金貨も出土している。

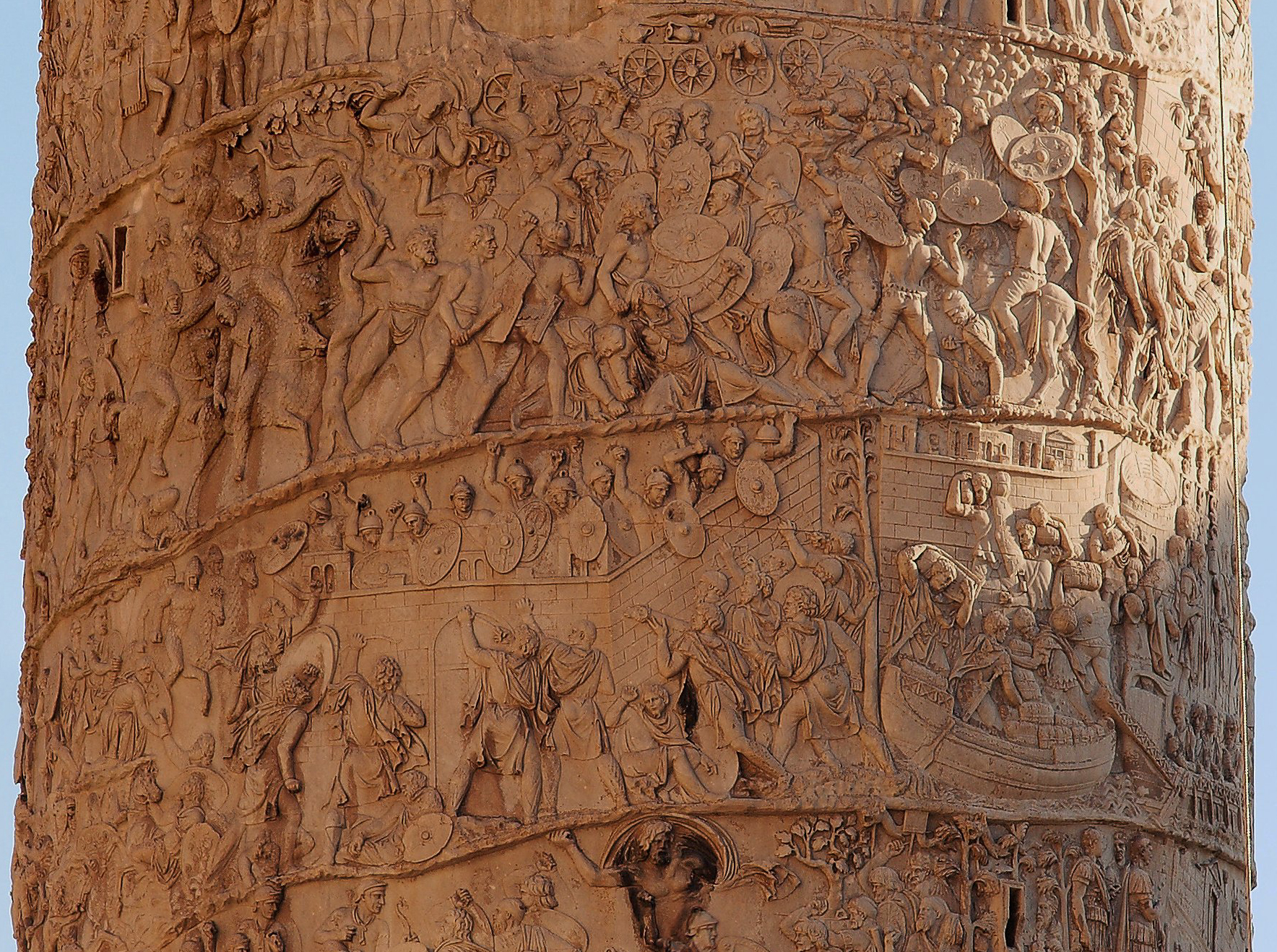
「トラヤヌスの記念柱」。五賢帝の2人目であるトラヤヌス帝の末年までにローマ帝国の領土は最大に拡がった。画像の記念柱はローマに建立されたものでドナウ川北岸のダキア人との戦いが詳細にレリーフに刻まれている。

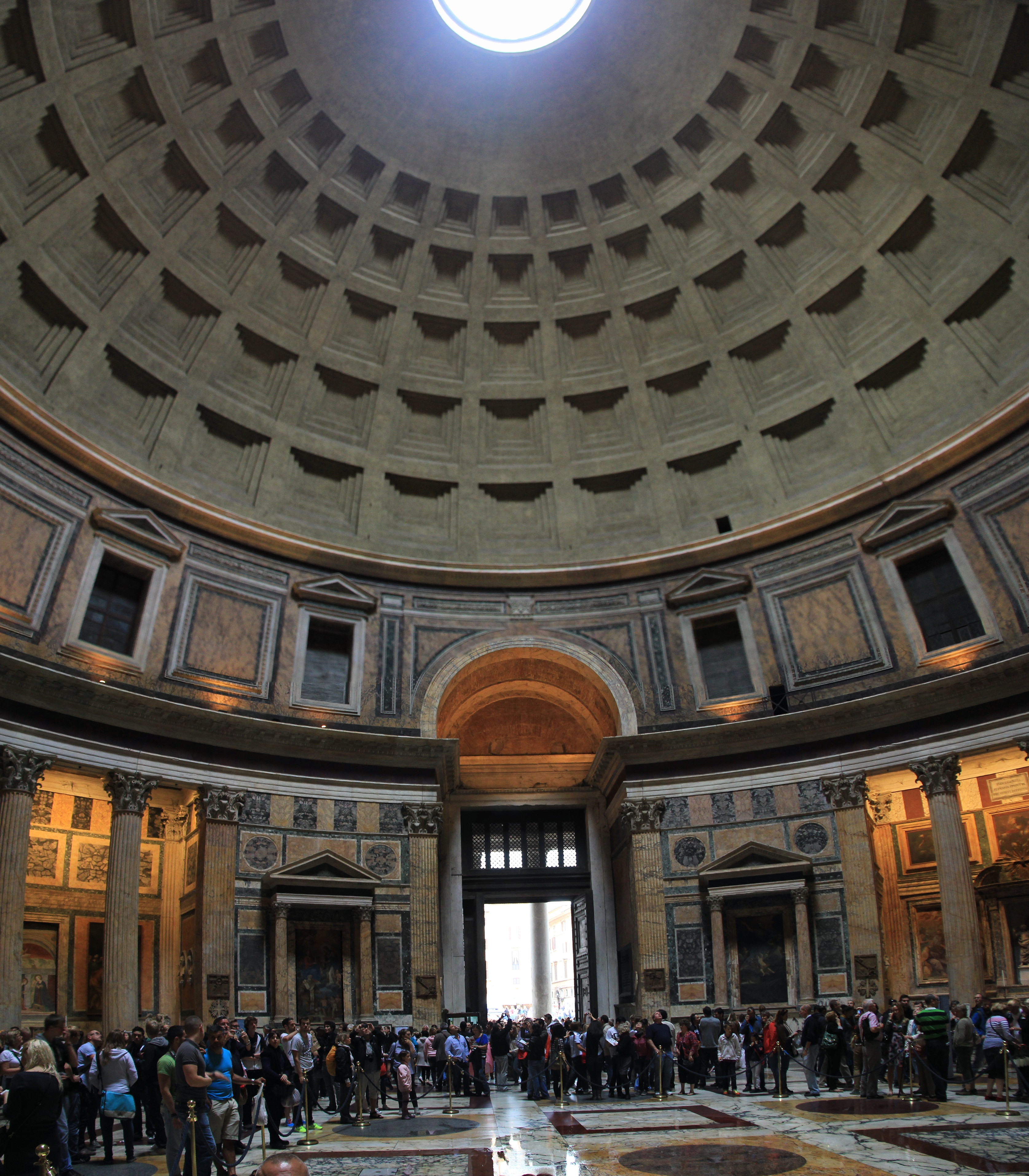
パンテオン。ローマのマルス広場に建てられた神殿で「パンテオン」とは「全ての神」を祀ることに由来する。現在の建物はハドリアヌス帝による再建されたもので、ローマ帝国没落後はキリスト教会に転用されたため保存状態が良い。画像はパンテオンの頂上の開口部でオクルス（眼窓）と呼ばれている部位である。

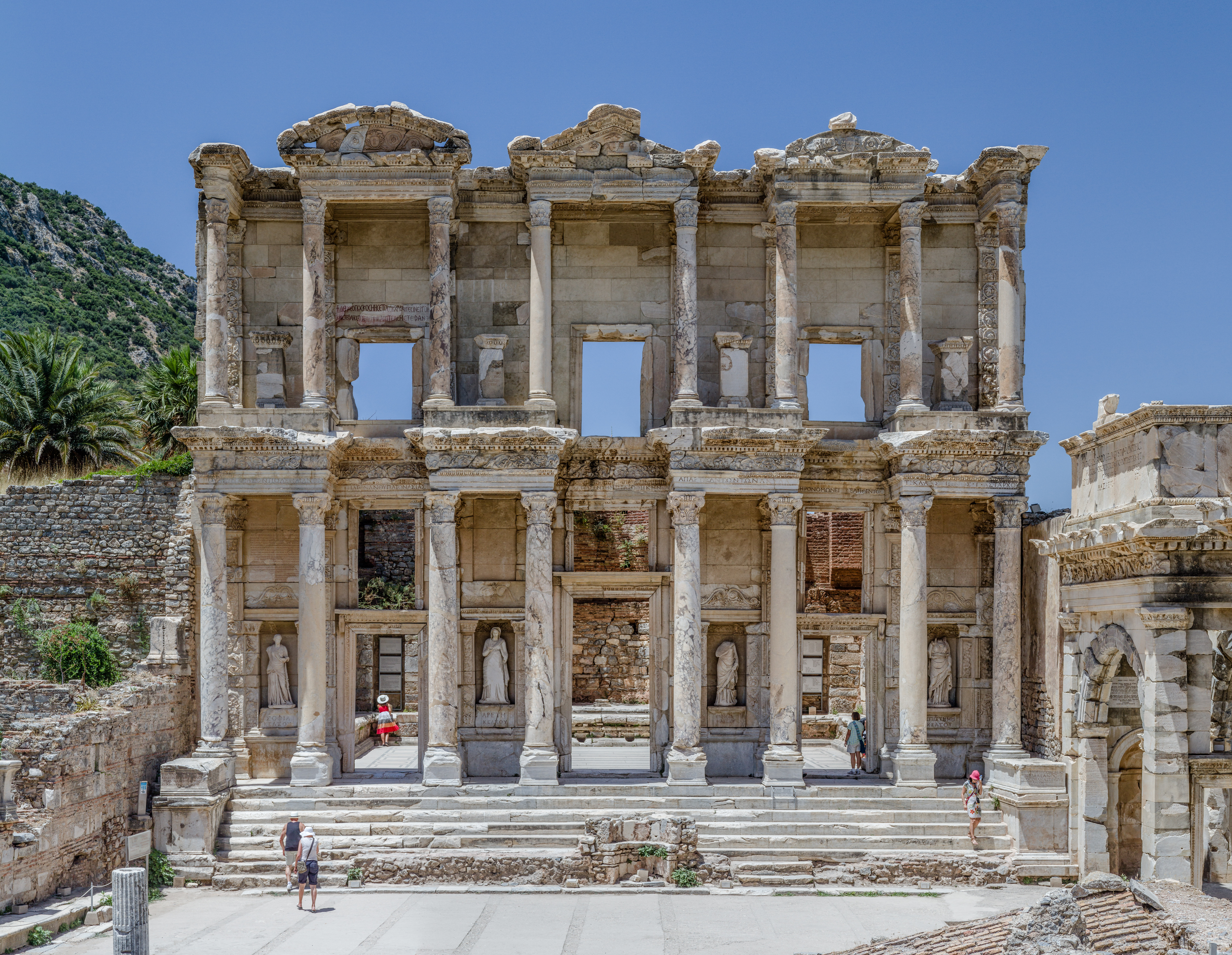
ケルススの図書館。ローマ皇帝ハドリアヌスの時代に完成したエフェソスに残るこの図書館は、アレクサンドリア図書館、ペルガモンの図書館と並ぶかつての世界三大図書館の一つであった。

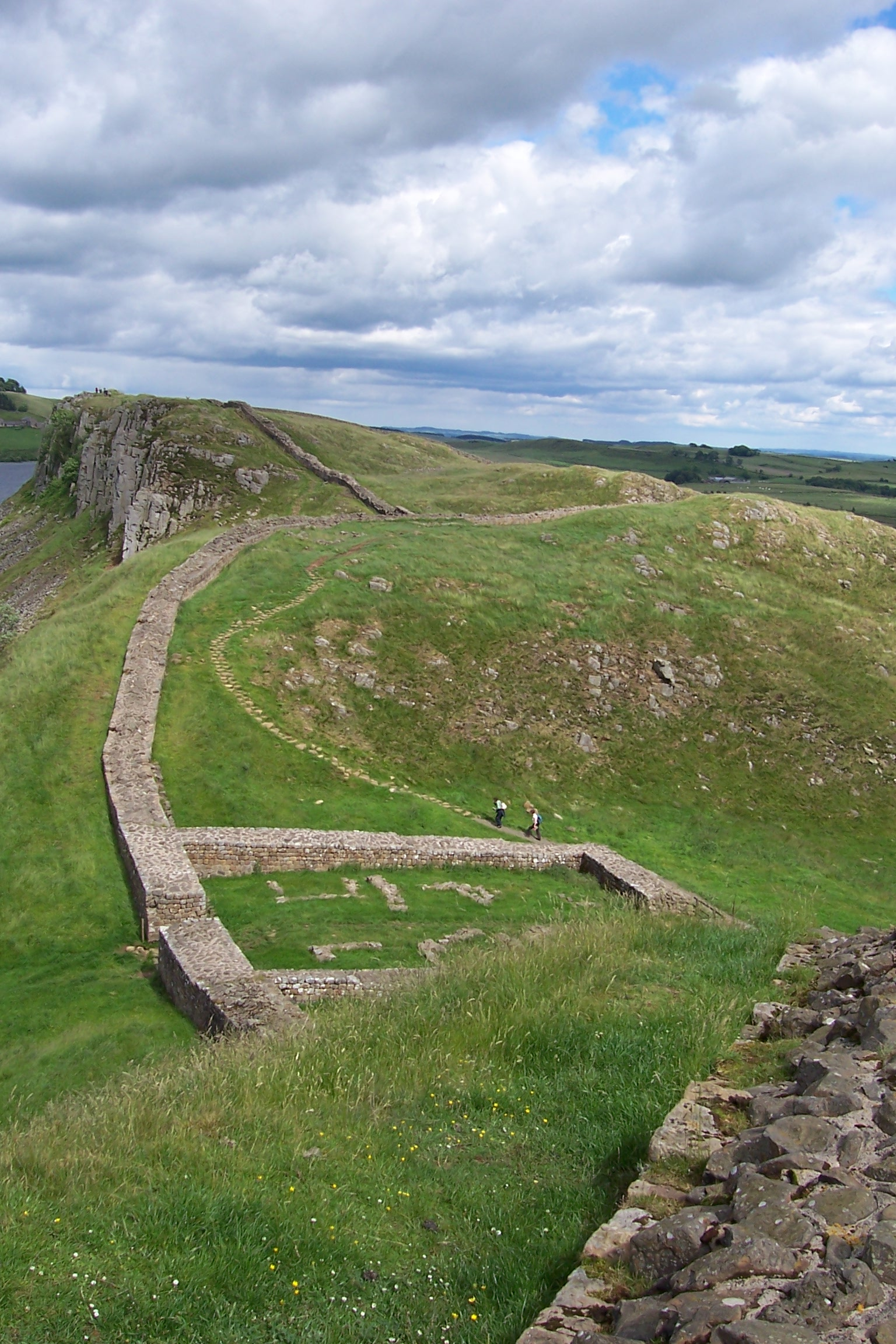
ハドリアヌスの長城。五賢帝の3人目であるハドリアヌス帝の時代にローマ帝国の範囲は属州ブリタニアから北方のカレドニア（スコットランド）との国境にまで及んだ。画像は長城に併設されたマイル・キャッスルで、1ローマ・マイル（約1480ｍ）ごとに置かれていた砦である。

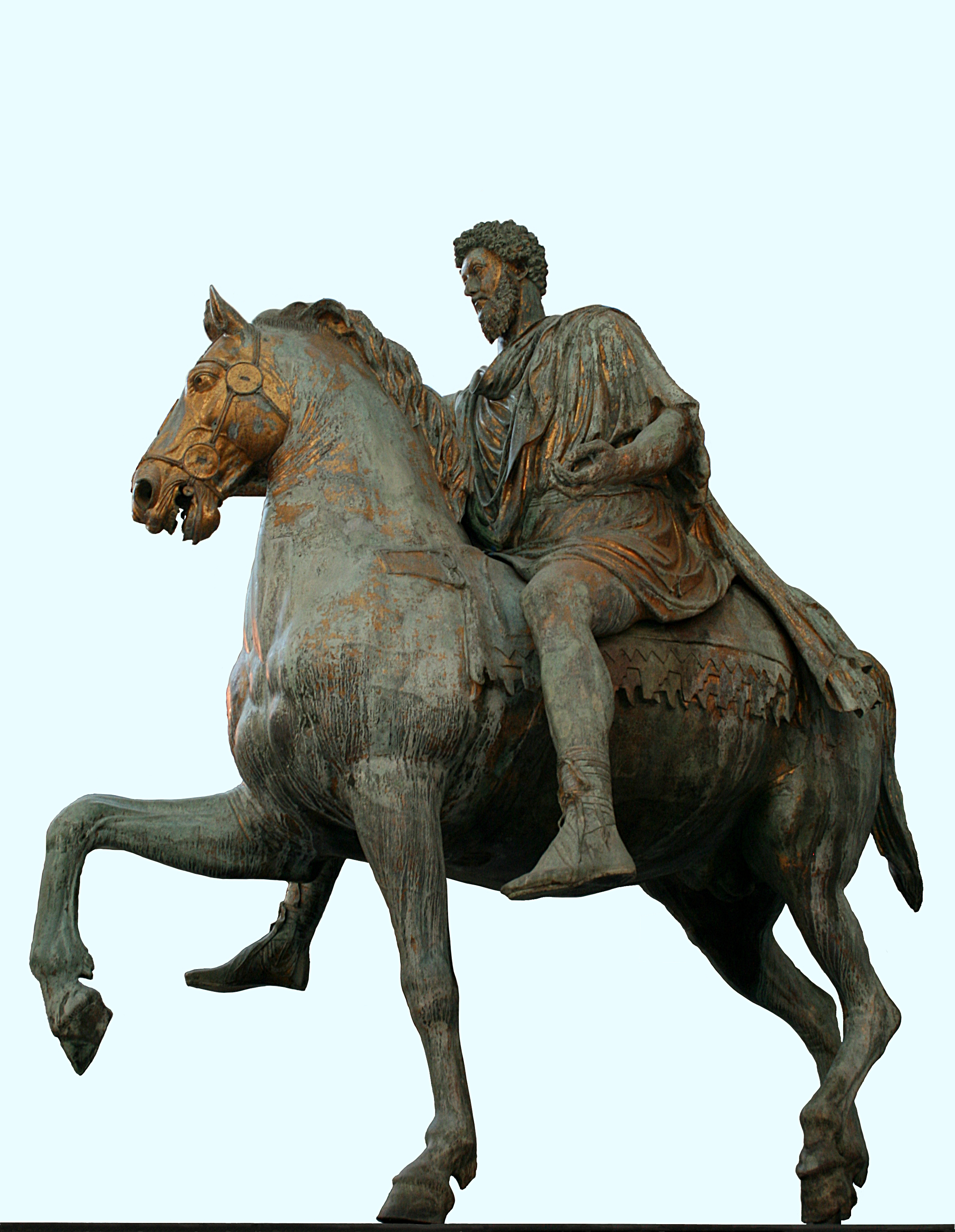
五賢帝時代の終わり。五賢帝時代はローマ帝国の最盛期であり安定した統治が行われていたが、五賢帝最後のマルクス・アウレリウス帝の時代には帝国周辺の諸民族の動きが慌ただしくなってきた。画像は哲学者としても知られるマルクス・アウレリウス帝の騎馬像（カピトリーノ美術館蔵）。

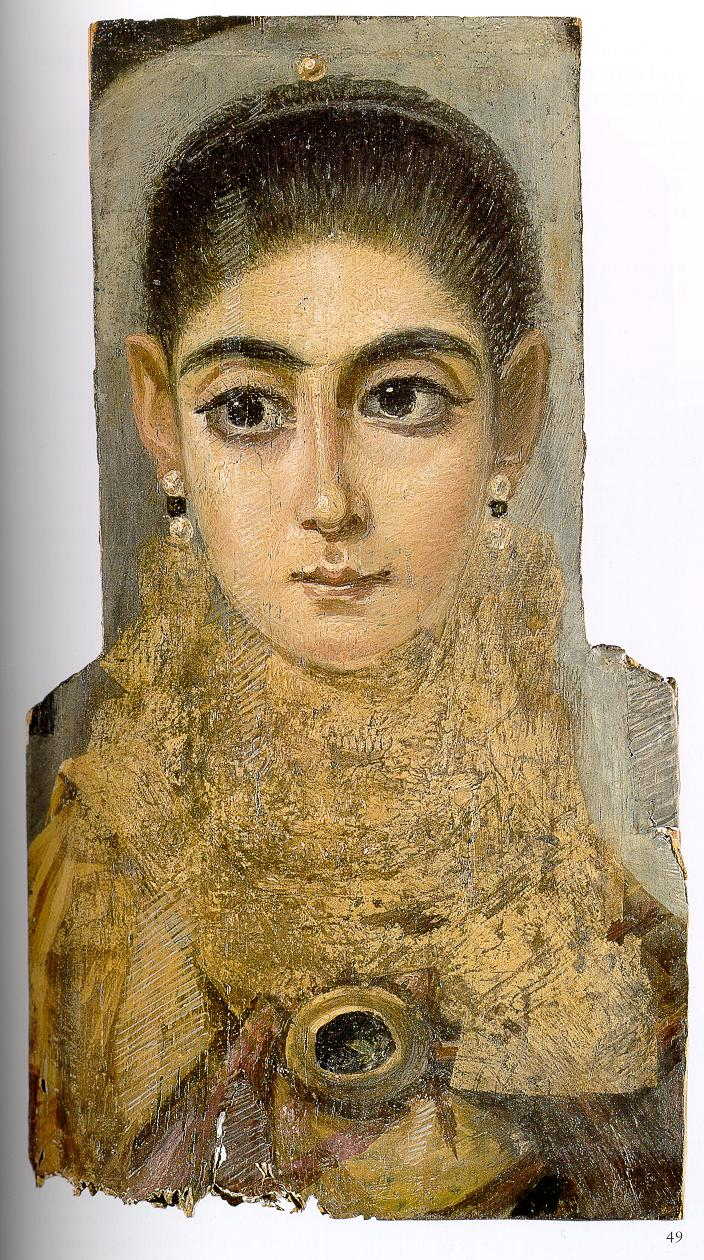
繁栄する属州アエギュプトゥス。ローマ帝国の穀倉エジプトでは豊かな生活が営まれていた。ファイユームで発掘されたいわゆる「ミイラ肖像画」は多くの絵画作品が失われたこの時代の風俗の貴重な資料となっている。画像はルーヴル美術館蔵の女性のミイラ肖像画。

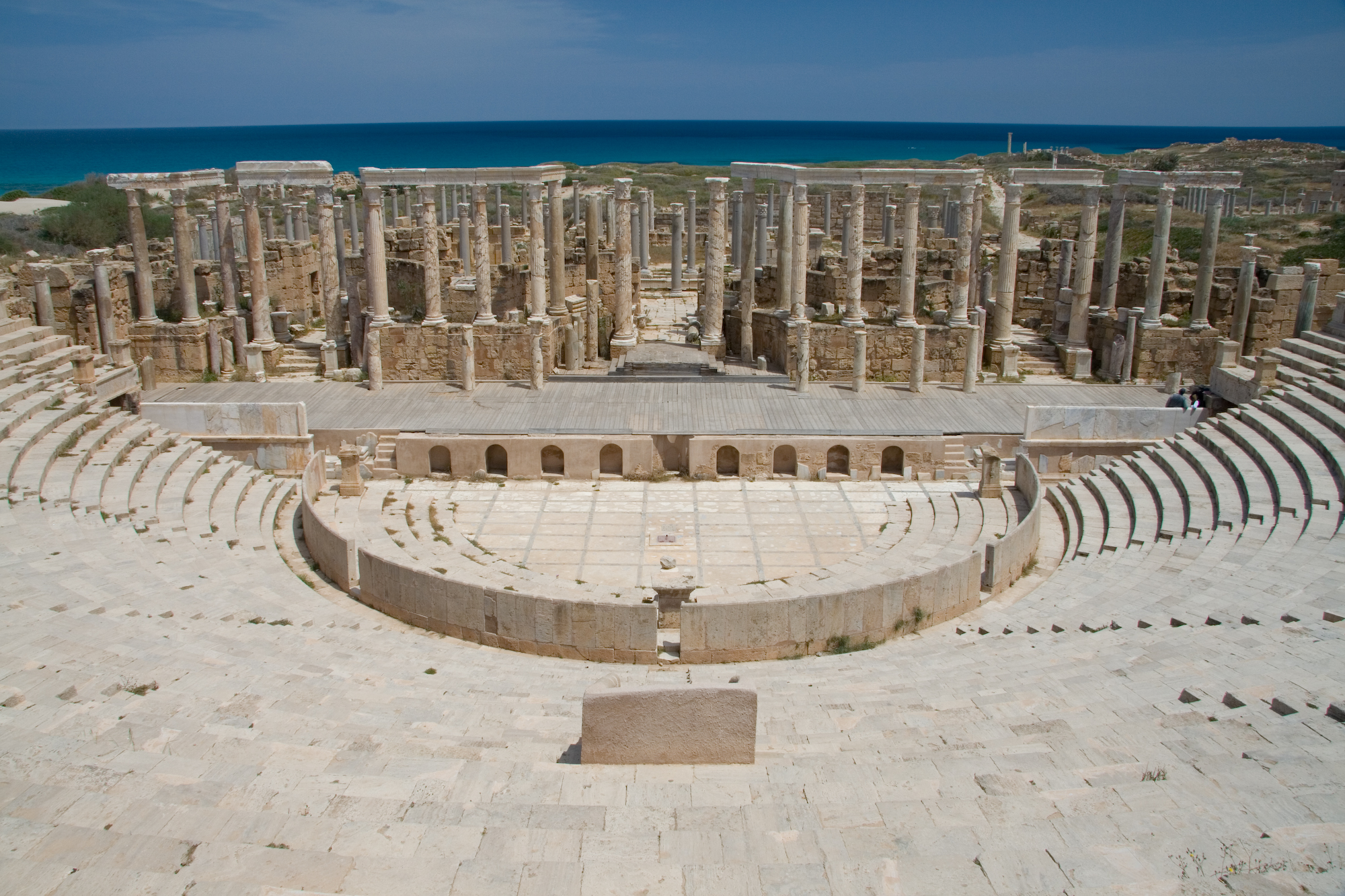
レプティス・マグナ。193年にセプティミウス・セウェルスがローマ皇帝に選出されるとその故郷であるレプティス・マグナは3世紀の危機が到来するまで北アフリカ随一の大都市として繁栄した。画像はこの遺跡のローマ式円形劇場。

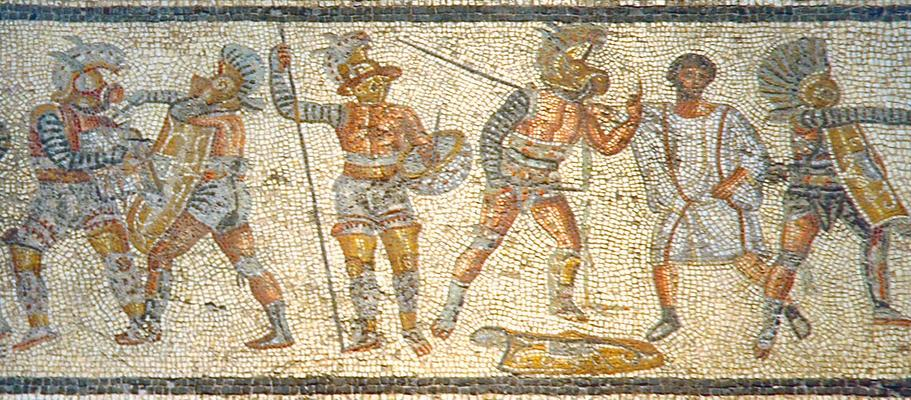
「パンとサーカス」。2世紀初頭のローマの作家ユウェナリスの著作にこの言葉は怠惰と安逸に流れるローマ市民の生活を風刺するために用いられた。「サーカス（キルケンセス）」とは戦車競技や剣闘士の観戦の娯楽を指している。画像は200年ころリビアのズリテン・モザイクに描かれた剣闘士。

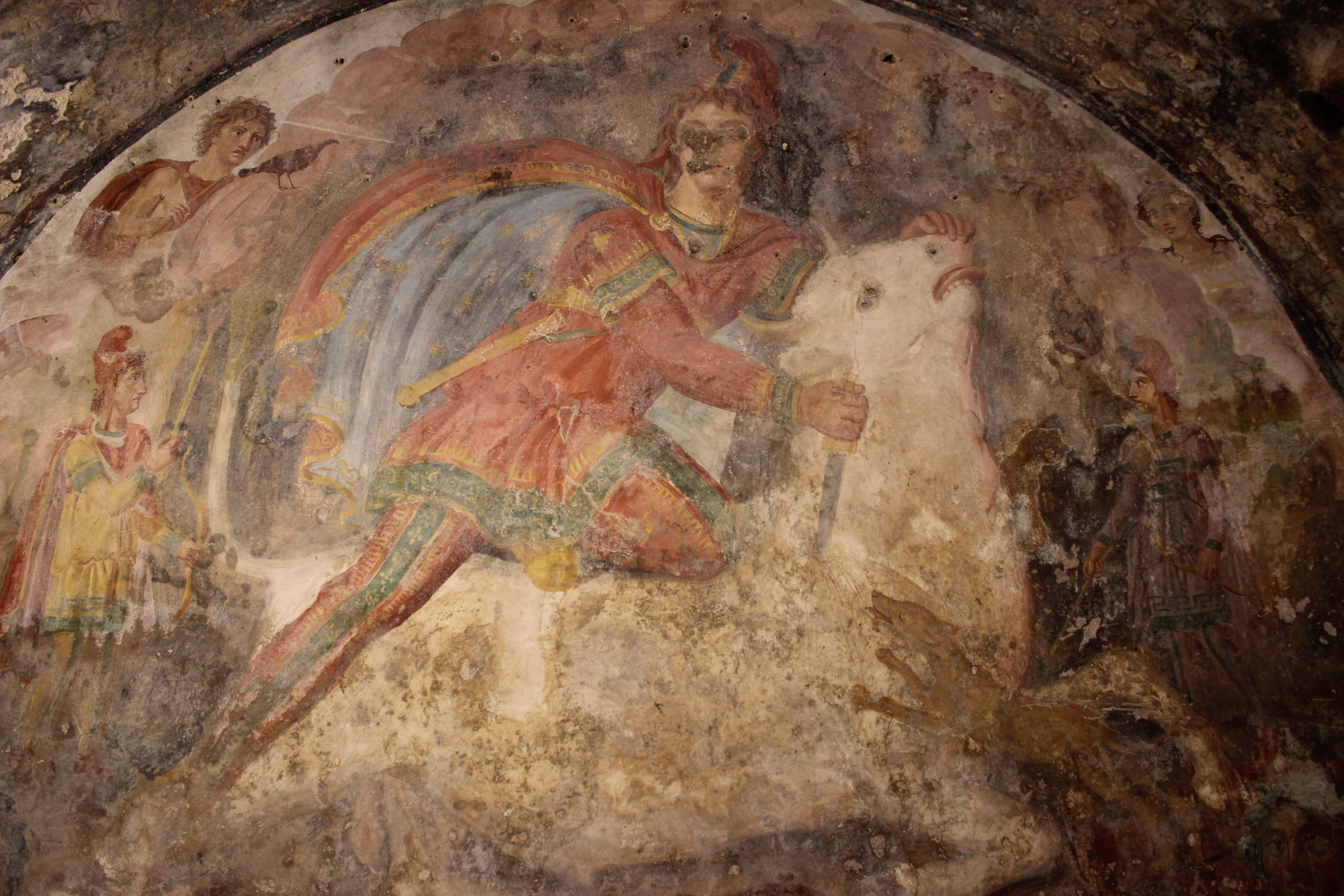
ミトラ教の隆盛。ローマ帝国には多くの宗教が混在していたが、イラン起源のミトラ教は軍人などから広範囲に広がった。画像はサンタ・マリア・カプア・ヴェーテレのミトラ教神殿壁画で牡牛を屠る姿のミトラ神が描かれている。

2世紀（にせいき）とは、西暦101年から西暦200年までの100年間を指す世紀。

## できごと
- 2世紀初頭
  - 日本で石器が消滅し、鉄器が普及する（弥生時代後期）。
  - ペルーでナスカ文化がおこる。
  - メキシコでティオティワカンの都市設計が行われる。
    - 月のピラミッド、太陽のピラミッド、死者の通りが建設される。

  - スペインのガリシア地方にある古代ローマ式灯台「ヘラクレスの塔」が建設される（21世紀の現在も使用中の最古の灯台）。

### 100年代
- 101年 - 安息王満屈復(パルティア王パコルス2世）が後漢に使者を派遣する。
- 103年 - 属州パンノニアが上パンノニアと下パンノニアに分割される。
- 105年 - 後漢の蔡倫が製紙法を改良する。
- 106年
  - ローマ皇帝トラヤヌスがダキア戦争に勝利し属州ダキアを設置。
  - ナバテア王ラベル2世死去に伴い、トラヤヌス帝がナバテア王国を征服して属州アラビアを設置。
- 106年頃 - ガウタミープトラ・シャータカルニ王が即位し、サータヴァーハナ朝が最盛期を迎える。
- 107年 
  - 西域都護が廃止される。
  - 倭国王帥升らが後漢の安帝に生口160人を献上する。
    - （後漢・永初元年、丁未；『後漢書』安帝紀、同東夷伝）。

  - この頃、倭は朝鮮の弁韓・辰韓の鉄を盛んに輸入する（『三国志』魏書韓伝）。

### 110年代
- 112年 - 118年 - セゴビアの水道橋 (en)が建設される。
- 113年 - トラヤヌスのフォルムにトラヤヌスの記念柱が建設される。
- 114年 - ローマ皇帝トラヤヌスのパルティア遠征（ - 117年）。属州アルメニアを獲得。
- 114年頃 - ローマ帝国の属州アシア首府エフェソスにケルススの図書館（英語版）が建てられる（ - 117年頃）。
- 115年 - ローマ皇帝トラヤヌスが属州メソポタミアを獲得。
- 116年 - ローマ皇帝トラヤヌスが属州アッシリアを獲得。
- 117年 - この頃までにローマ帝国の領土が最大となる。
  - 属州キリキアのセレヌスにてローマ皇帝トラヤヌスが死去。
  - 養子のハドリアヌス帝（トラヤヌス帝の従兄弟の子）が即位。
  - 先帝の獲得した東方属州（アルメニア・メソポタミア・アッシリア）を放棄。
- 118年 
  - ハドリアヌス帝側近による四執政官事件。
  - ティヴォリのヴィッラ・アドリアーナが着工される。

### 120年代
- 121年 - 後漢で鄧太后の死去に伴い、安帝が鄧騭ら鄧一族を粛清し、蔡倫も連座する。
- 121年頃 - ローマ皇帝ハドリアヌスの帝国巡幸が行われる（ - 125年）。
- 122年 - ハドリアヌスの長城が着工される。
- 124年 - 再建されたパンテオンが完成する。
- 125年 
  - 後漢で少帝懿の死去に伴い、孫程らが閻顕ら閻一族を粛清し、順帝を擁立する。
  - ローマ皇帝ハドリアヌスが属州トラキアにハドリアノポリスを建設。
- 126年 - 西域長史班勇が北匈奴の呼衍王を破る。
- 128年 - ローマ皇帝ハドリアヌスの帝国巡幸が行われる（ - 134年）。

### 130年代
- 130年 - ローマ皇帝ハドリアヌスが寵愛していた青年アンティノウスが死去。
  - ハドリアヌスは彼を記念してエジプトナイル川中流域にアンティノポリス（英語版）を建設させる。
- 130年頃 - インドのクシャーナ朝でカニシカ王が即位する（ - 170年頃）。
  - カニシカ王の統治期間には諸説あるが、近年発見された「ラバータク碑文」によりその系譜は確定された。
  - カニシカ王即位とほぼ同時期に作成されたのが「カニシカ王の舎利容器（ペシャーワル博物館蔵）」。
  - クシャーナ朝の夏の都カピサ近郊で出土した「べグラムの遺宝（英語版）」もこの時期のものか。
- 131年頃
  - インドのマトゥラーで「カニシカ王在位4年」の銘がある「キンベルの菩薩坐像（英語版）（キンベル美術館蔵）」が作られる。
  - ローマ皇帝ハドリアヌスがサルウィウス・ユリアヌスに命じ法典『永久告示録』を編纂させる。
- 132年
  - アテネにハドリアヌスの図書館が建てられる。
  - 後漢の張衡が世界最古の地震計である地動儀を発明する。
- 135年
  - ローマ帝国がユダヤ人の蜂起を鎮圧（バル・コクバの乱）。
    - エルサレムは「アエリア・カピトリナ」と名前を変えられ、ユダヤ人の立ち入りが禁止される（ディアスポラ）。

  - フォロ・ロマーノ東端に帝政ローマ時代最大の神殿であるウェヌスとローマ神殿が完成する。
- 138年 - ナポリ近郊のバイアエ（英語版）の別荘にてローマ皇帝ハドリアヌスが死去。
  - 後継のアントニヌス・ピウス帝が即位。
- 139年 - ハドリアヌスの霊廟（現サンタンジェロ城）が完成する（135年 - ）。

### 140年代
- 142年 - アントニヌスの長城が着工される。
- 144年 - マルキオンがローマ教会から破門される。
- 146年 - 後漢の質帝が梁冀により毒殺される。
- 148年 - パルティア出身の仏教僧安世高が後漢の洛陽に来訪。

### 150年代
- 150年頃 - クラウディオス・プトレマイオスの『アルマゲスト（天文学大全）』『ゲオグラフィア（地理学）』が完成する。
- 156年 - 鮮卑の檀石槐が北匈奴を破り、モンゴル高原を統一する。
- 159年 - 後漢の桓帝の命令で外戚の梁冀が誅殺される。
  - 桓帝は功労者の宦官単超らを侯に封じ以後、外戚に代わり宦官が勢力を拡大。

### 160年代
- 161年 - ローマ皇帝アントニヌス・ピウスが死去。マルクス・アウレリウス・アントニヌスが即位。
- 162年 - マルコマンニ戦争が起こる（ - 180年）。
- 164年 - ローマ帝国軍がアントニヌスの長城からハドリアヌスの長城まで撤退。
- 165年頃 - アッシリア人のルキアノスが最初のSF作品として知られる本当の話を著す。[1]
- 165年 - アントニヌスの疫病（英語版）（ - 180年）。
- 166年
  - 後漢で第一次党錮の禁が起こり、宦官が李膺ら清流派の官僚を弾圧する。
  - 日南郡（後漢）に大秦王安敦（マルクス・アウレリウス・アントニヌス）の使者が到着。
- 169年 - 後漢で第二次党錮の禁が起こる。

### 170年代
- 175年
  - ガイウス・アウィディウス・カッシウスの反乱。
  - 洛陽太学門外に儒学七経の石経である「熹平石経」の設置が始まる（ - 183年）
- 177年 - 属州ガリアのルグドゥヌム（現リヨン）でキリスト教迫害が起きる。
- 178年 - 189年 - 洛陽にて月氏出身の支婁迦讖による最初の大乗経典の漢訳が行われる。

### 180年代
- 180年 - ローマ皇帝マルクス・アウレリウス・アントニヌスがウィンドボナで死去。
  - その長男コンモドゥスが即位。コンモドゥスはマルコマンニ戦争を終結させドナウ川流域を安定化させる。
- 180年頃 - 倭国大乱（5〜6年間継続）
- 180年頃 - 210年頃 - 三輪山の北西麓一帯に纒向遺跡が出現（纒向1類）。
- 184年 - 後漢で黄巾の乱が起こる。
- 184年頃 - 倭国乱れ、互いに攻伐しあい（倭国大乱）、長い間盟主なし、と伝える（『魏志倭人伝』）。
  - この後、卑弥呼が共立されて王となる（『魏志倭人伝』）。
  - 奈良県天理市の東大寺山古墳より、「中平□年」（中平は184年 - 189年）の紀年銘を持つ大刀が出土している。
- 186年 - 200年頃 - トリーアのポルタ・ニグラ（黒い城門）が建設される。
- 188年 - 後漢の霊帝が西園八校尉の設置などの軍制改革を行う。
- 189年 - 後漢で霊帝が死去し、少帝が即位。
  - 何進や袁紹らの宦官粛清の混乱で、董卓が少帝を廃し献帝を擁立。

### 190年代
- 191年 - 陽人の戦いで反董卓連合軍が董卓に勝利、董卓は洛陽から長安に遷都。
- 192年
  - 董卓が王允と結んだ呂布に殺される。董卓の配下であった郭汜・李傕らが長安を奪取し王允を殺害。
  - 後漢の支配下にあった日南郡の区連が蜂起し、独立して林邑（チャンパ王国）を建国。
  - ローマ皇帝コンモドゥスが暗殺され、アントニヌス朝は断絶。
- 193年 - 内戦からローマで五皇帝が乱立（五皇帝の年）。
  - この内戦を鎮圧したセプティミウス・セウェルス帝が即位しセウェルス朝が成立。
  - セウェルス帝は属州アフリカのレプティス・マグナ出身で、皇帝になると同時にこの都市の大開発を行う。
- 196年
  - 後漢の献帝が洛陽に帰還、さらに曹操の庇護を受け許に遷都する。
    - 曹操が韓浩・棗祗らの提言に従って屯田制を導入する。

  - セウェルス帝が反対派についたビュザンティオンを征服し破壊する。
- 199年
  - ローマでカリストゥスのカタコンベ（英語版）が造営される。
    - 助祭カリストゥス（後にローマ教皇）がアッピア街道沿いに作らせたもので歴代教皇の墓がある。

### 200年代
- 200年 - 官渡の戦いで曹操が袁紹に勝利する。
- 200年頃 - ユダヤ教ラビのイェフダ・ハ・ネスィアにより口伝律法『ミシュナ』が編纂される。

## 文化
- 105年 - 後漢の蔡倫が製紙法を改良する。

## 人物

### 地中海世界
- トラヤヌス（53年 - 117年） - ローマ皇帝（五賢帝の2人目）（在位98年 - 117年）・ローマ帝国の最大版図を実現した
- ハドリアヌス（76年 - 138年） - ローマ皇帝（五賢帝の3人目）（在位117年 - 138年）・先帝の領土拡大政策を放棄する
- アントニヌス・ピウス（86年 - 161年） - ローマ皇帝（五賢帝の4人目）（在位138年 - 161年）・先帝と同じく国内安定政策を継承
- マルクス・アウレリウス（121年 - 180年） - ローマ皇帝（五賢帝の最後）（在位161年 - 180年）・哲学者として『自省録』を残す
- コンモドゥス（161年 - 192年） - ローマ皇帝（在位180年 - 192年）・マルクス・アウレリウスの子・暗殺され血統は断絶
- セプティミウス・セウェルス（146年 - 211年） - ローマ皇帝（在位193年 - 211年）・セウェルス朝の創始者
- シメオン（？ - 107年） - キリスト教の2代目エルサレム主教・イエスの従兄弟・トラヤヌス帝の治世に迫害で殉教したか
- デケバルス（？ - 106年） - ダキア族の王（在位87年 - 106年）・トラヤヌスとのダキア戦争で敗北し自殺
- プルタルコス（46年/48年頃 - 127年頃） - ローマ帝国のギリシア語著述家・著作に『対比列伝（英雄伝）』などがある
- エピクテトス（55年 - 135年） - ローマ帝国のギリシア語著述家・もとは奴隷だったが解放されストア派哲学者となる
- タキトゥス（55年頃 - 120年頃） - ローマ帝国の政治家・歴史家・『ゲルマニア』や『同時代史』を著す
- アッリアノス（2世紀前半） - ローマ帝国のギリシア語著述家・政治家・歴史家として『アレクサンドロス東征記』を著す
- ユウェナリス（60年 - 130年） - ローマ帝国の風刺詩人・弁護士・『風刺詩集（サトゥラェ）』の著者
- バル・コクバ（？ - 135年） - 属州ユダヤでバル・コクバの乱を指揮した革命指導者・ラビ・アキバに救世主（メシア）とされる
- ダマスカスのアポロドロス（2世紀半ば） - ローマ帝国の建築家・技術者・トラヤヌスの記念柱のほかパンテオン改修にも携わる
- ユリウス・セウェルス（2世紀半ば） - ローマ帝国の政治家・ハドリアヌスの長城を建設しバル・コクバの乱を鎮圧
- ポリュカルポス（69年頃 - 155年頃） - キリスト教神学者・アシア属州のスミルナの主教・殉教者として死ぬ
- スエトニウス（70年頃 - 140年頃） - ローマ帝国の歴史家・政治家・カエサルからドミティアヌスまでを『皇帝伝』でまとめる
- クラウディオス・プトレマイオス（83年頃 - 168年頃） - ローマ帝国の天文学者・数学者・地理学者・『アルマゲスト』の著者
- バシレイデス（85年頃 - 145年頃） - 初期グノーシス主義の教師・アレクサンドリア出身・バシレイデス派の祖
- マルクス・コルネリウス・フロント（英語版）（100年頃 - 166年頃） - ローマ帝国の雄弁家・マルクス・アウレリウス帝の師・皇帝との往復書簡が現存
- ユスティノス（100年？ - 162年？） - キリスト教神学者・ギリシア哲学の概念を用い護教家として『第一弁明』『第二弁明』を執筆
- マルキオン（100年？ - 160年？） - ローマで活躍した属州アシアのシノペ出身のキリスト教徒・その教説は異端とされる
- ヘロデス・アッティコス（101年 - 177年） - ローマ帝国の富豪・妻レギッラを追悼するためアテナイにオデイオン（音楽堂）を建設
- パウサニアス（115年頃 - 180年頃） - ローマ帝国のギリシア語著述家・旅行家・地理学者として『ギリシア案内記』を著す
- アエリウス・アリスティデス（英語版）（117年 - 181年） - ローマ帝国のギリシア語著述家・弁論家・「ローマ頌詩」では最盛期のローマ帝国の支配を顕彰している
- ルキアノス（120年頃 - 180年以後） - ローマ帝国のギリシア語著述家・著作に『本当の話』『神々の対話』などがある
- アプレイウス（123年頃 - ？） - 属州アフリカ・マダウロス出身のラテン語著述家・『変身物語（黄金のロバ（ラテン語版、英語版））』の作者
- アウルス・ゲッリウス（125年頃 - 180年以降） - ローマ帝国の著作家・主著『アッティカ夜話（フランス語版）』では失われた古代の著述を抜粋して記録している
- アテナイオス（？ - 192年以降） - 属州エジプト・ナウクラティス出身のギリシア語著述家・『食卓の賢人たち』の作者
- モンタヌス（2世紀後半） - キリスト教神学者・フリュギアでキリスト再臨と世界の終末を唱え禁欲主義を掲げるモンタヌス派を形成
- ケルソス（英語版）（2世紀後半） - ローマ帝国の哲学者・著作『真正な教え』でキリスト教批判を行う・オリゲネスの『ケルソス駁論（英語版）』の標的とされる
- カルデア人ユリアノス（2世紀後半） - 属州アシアで活躍した神秘主義者・降神術を含んだ『カルデア人の神託』を編纂し新プラトン主義に影響
- アルテミドロス（生没年不詳） - 属州アシア・エフェソス出身のギリシア語著述家・『夢判断の書』『鳥占い』『手相占い』がある
- エフェソスのソラノス（生没年不詳） - ローマ帝国の医師・急性病と慢性病の違いや精神障害についての研究が残る・産婦人科学にも貢献
- ガレノス（129年頃 - 200年頃） - ローマ帝国の医師・その学説は以後1000年以上にわたりヨーロッパで尊重された
- エイレナイオス（130年頃 - 202年） - キリスト教神学者（護教家）・属州ガリアのリヨンの司教・『異端反駁』の著者
- ガイウス（130年頃 - 180年頃） - ローマ帝国の法学者で『法学提要』の著者・私法全体を「人・物・訴訟」の3つの体系に分類
- イェフーダー・ハン＝ナーシー（ユダ・ハナシー）（135年頃 - 220年頃） - ユダヤ人指導者・口伝律法をミシュナとして編纂させる
- アエミリウス・パピニアヌス（150年頃 - 212年） - ローマ帝国の法学者で『定義録』『解答録』の著者
- セクストス・エンペイリコス（160年頃 - 210年頃） - 哲学者・医師・『ピュロン主義哲学の概要』で古典古代の懐疑論を大成する
- ロンゴス（2世紀 - 3世紀） - ローマ帝国のギリシア語著作家・レスボス島を舞台とした恋愛小説『ダフニスとクロエ』を残す

### パルティア
- オスロエス1世（？ - 129年） - アルサケス朝パルティア（西部）の王（在位109年 - 129年）・トラヤヌスにバビロニアを奪われる

### インド
- ガウタミープトラ・シャータカルニ（生没年不詳） - サータヴァーハナ朝の君主（在位106年頃 - 130年頃）・王朝の最盛期を現出
- カニシカ1世（生没年不詳） - クシャーナ朝の第4代君主（在位2世紀半ば）・仏教やその他の宗教を保護し王朝の最盛期を現出
- アシュヴァゴーシャ（馬鳴）（80年頃 - 150年頃） - クシャーナ朝の仏教僧侶・カニシカ1世に近侍・『ブッダ・チャリタ』の著者
- クンダクンダ（生没年不詳） - ジャイナ教のアーチャーリャ・ディガンバラ派（空衣派）の祖・著作には『サマヤサーラ』他がある

### 東アジア

#### 後漢
- 鄧騭（？ - 121年） - 後漢の政治家・妹は鄧太后（和帝皇后）・鄧太后の死に伴う安帝の親政で一族は滅ぼされる
- 蔡倫（50年？ - 121年？） - 後漢の宦官・従来の製紙法を改良して作った「蔡侯紙」を和帝に献上する
- 楊震（52年 - 124年） - 後漢の政治家・「関西の孔子」・諫言が疎まれ讒言で自決・弘農楊氏「四世三公」の祖
- 孫程（？ - 132年） - 後漢の宦官・少帝懿の後継者に済陰王を順帝として擁立し閻顕ら外戚を粛清する
- 許慎（58年？ - 147年？） - 後漢の儒学者・文字学者・最古の漢字字典『説文解字』の著者
- 張衡（78年 - 139年） - 後漢の政治家・天文学者・数学者・地理学者・渾天儀や地動儀を発明
- 馬融（79年 - 166年） - 後漢の学者・政治家・訓詁学の立場から経書に注釈をほどこす・鄭玄は弟子
- 曹騰（100年 - 159年） - 後漢の宦官・大長秋・順帝から質帝に仕え宮中を支配・曹操の義理の祖父
- 梁冀（？ - 159年） - 後漢の政治家・外戚として順帝から桓帝までの政治を壟断し「跋扈将軍」と呼ばれる
- 安世高（生没年不詳） - 後漢に西域から渡来した訳経僧・パルティアの王子とされる・諸国を遊歴して洛陽に来訪
- 竇武（？ - 168年） - 後漢の政治家・桓帝の外戚として清流派の陳蕃らと宦官の粛清を謀るも失敗（建寧の政変）
- 李膺（？ - 169年） - 後漢の官僚・将軍・宦官の専権に対抗し名声を得たが党錮の禁で処刑される
- 王符（83年 - 170年） - 後漢の文人・官途には恵まれず隠棲して『潜夫論』を著わし時勢を批判
- 鄭玄（127年 - 200年） - 後漢末の学者・官吏・馬融の弟子・党錮の禁以後は著述に専念
- 魏伯陽（生没年不詳） - 後漢末の道士・最古の煉丹術の著作『周易参同契』を著す
- 張角（？ - 184年） - 後漢末の宗教家・太平道の教祖・黄巾の乱を起こし後漢を揺るがす
- 張陵（生没年不詳） - 後漢末の宗教家・五斗米道（天師道）の教祖・現在も残る正一教の遠祖
- 皇甫嵩（？ - 195年） - 後漢末の将軍・黄巾の乱を鎮圧・董卓と対立するが屈服する
- 蔡邕（132年/133年 - 192年） - 後漢末の政治家・儒者・書家として熹平石経の揮毫で知られる
- 何進（？ - 189年) - 後漢末の政治家・霊帝の外戚・宦官の粛清を謀り地方の将軍たちに上洛を命じるが殺害される
- 張譲（135年？ - 189年） - 後漢末の宦官・十常侍として趙忠らとともに宮廷で権力を握るが袁紹に粛清される
- 董卓（139年？ - 192年） - 後漢末の武将・政治家・少帝を廃位し献帝を擁立して長安に遷都するなど専権を極める
- 呂布（？ - 198年） - 後漢末の武将・群雄の一人・董卓に重用され養子になる・後に裏切り董卓を暗殺
- 王允（137年 - 192年） - 後漢末の政治家・呂布と共謀して董卓を殺害する・董卓の部下に殺害された
- 華佗（？ - 208年） - 後漢末の医師・薬学や鍼灸に才能を持ち曹操に侍医として仕える
- 張仲景（150年？ - 219年） - 後漢末の官僚・医師として『傷寒論』『金匱要略方論』を著す
- 袁紹（154年？ - 202年） - 後漢末の武将・政治家・宮廷の宦官勢力を殲滅・官渡の戦いで曹操に敗北
- 曹操（155年 - 220年） - 後漢末の豪族・献帝を擁立して丞相となり魏の基礎を築く（追号は武帝）

#### 鮮卑
- 檀石槐（生没年不詳） - 鮮卑族の大人（部族長）・勢力の衰えた匈奴に代わりモンゴル高原を統一・後漢の懐柔策を拒否し翻弄する

#### 日本
- 帥升（生没年不詳） - 倭国の王・中国の史書（『後漢書』）に記載された固有名を持つ最古の日本人
- 卑弥呼（170年頃 - 248年） - 邪馬台国の女王（在位188年頃 - 248年）・倭国大乱の後に女王に推戴される